# Liste des épisodes de Myster Mask

Ce qui suit est la liste des épisodes de la série télévisée d'animation Myster Mask (1991).
Les principaux protagonistes sont Albert Colvert alias Myster Mask, Flagada Jones et Poussinette Canardstein.

## Épisodes
| États-Unis | États-Unis | États-Unis | États-Unis        | États-Unis       | France | France   | France           | France | Disney+ Fr | Disney+ Fr | Disney+ Fr   |
| Saison     | Saison     | Épisodes   | Début             | Fin              | Saison | Épisodes | Début            | Fin    | Saison     | Épisodes   | Diffusion    |
| ---------- | ---------- | ---------- | ----------------- | ---------------- | ------ | -------- | ---------------- | ------ | ---------- | ---------- | ------------ |
|            | 1          | 65         | 6 septembre 1991  | 6 décembre 1991  | 1      | 92       | 6 septembre 1992 | ?      | 1          | 78         | 7 avril 2020 |
|            | 2          | 13         | 7 septembre 1991  | 30 novembre 1991 | 1      | 92       | 6 septembre 1992 | ?      | 1          | 78         | 7 avril 2020 |
|            | 3          | 13         | 12 septembre 1992 | 12 décembre 1992 | 1      | 92       | 6 septembre 1992 | ?      | 2          | 13         | 7 avril 2020 |

### Saison 1 (1991)
| № VO | № VF, | № D+ | Titre français, | Titre original                      | Réalisation                | Diffusion originale | Code production |
| ---- | --- | ---- | --- | ----------------------------------- | -------------------------- | ------------------- | --------------- |
| 1    | 52 | 29   | L'Affaire Toros Bulba : 1re partie | Darkly Dawns the Duck: Part 1       | Tad Stones et Alan Zaslove | 6 septembre 1991    | 4308-052        |
| 1    | 52 | 29   | Scénario : Tad Stones, Jan Strnad et Jymn Magon |                                     |                            |                     |                 |
| 1    | 52 | 29   | Myster Mask est un justicier combattant le crime à Bourg-Les-Canards, fatigué par son travail et voulant être plus connu par la presse. Il va se trouver nez à nez avec les hommes de Tauros Bulba. Ce dernier gère son équipe depuis sa cellule en prison. Myster Mask va accidentellement rencontrer Flagada Jones qui va devenir son associé. Ensemble, ils vont sortir Poussinette des griffes de ces bandits. |                                     |                            |                     |                 |
|      | |      | |                                     |                            |                     |                 |
| 2    | 53 | 30   | L'Affaire Toros Bulba : 2e partie | Darkly Dawns the Duck: Part 2       | Tad Stones et Alan Zaslove | 6 septembre 1991    | 4308-053        |
| 2    | 53 | 30   | Scénario : Tad Stones |                                     |                            |                     |                 |
| 2    | 53 | 30   | Poussinette est maintenant sous la protection de Myster Mask mais Tauros Bulba n'a pas dit son dernier mot. Ce dernier va s'échapper de prison pour pouvoir kidnapper la jeune cane pour récupérer le code activant une machine de son ancien associé, le grand-père de Poussinette. |                                     |                            |                     |                 |
|      | |      | |                                     |                            |                     |                 |
| 3    | 18 | 1    | L'Affaire Raidi Moudugenou | Beauty and the Beet                 | Tad Stones et Alan Zaslove | 9 septembre 1991    | 4308-018        |
| 3    | 18 | 1    | Scénario : John Behnke, Rob Humphrey et Jim Peterson |                                     |                            |                     |                 |
| 3    | 18 | 1    | Myster Mask raconte l'origine du Docteur Raidi Moudugenou. Ce dernier est un scientifique passionné par les plantes qui est moqué par ses collègues. Seule la scientifique Rhoda Dendron l'apprécie. En faisant des expériences sur lui même, il va devenir un homme plante et va vouloir se venger de ceux qui se sont moqués de lui et kidnapper Rhoda pour la transformer à son tour en plante. |                                     |                            |                     |                 |
|      | |      | |                                     |                            |                     |                 |
| 4    | 8 | 2    | L'Affaire du tout petit golf | Getting Antsy                       | Tad Stones et Alan Zaslove | 10 septembre 1991   | 4308-008        |
| 4    | 8 | 2    | Scénario : Doug Langdale |                                     |                            |                     |                 |
| 4    | 8 | 2    | Le propriétaire d'un mini-golf, Lilliput, a inventé un casque lui permettant de communiquer avec les fourmis et utilise un rayon permettant rétrécir les bâtiments de Bourg-Les-Canards, en utilisant les fourmis pour les ramener dans son mini-golf, où ils font partie du parcours. Myster Mask, en retrouvant un stand de hamburger disparu dans le mini-golf va vouloir enquêter mais va se retrouver rétréci à son tour. |                                     |                            |                     |                 |
|      | |      | |                                     |                            |                     |                 |
| 5    | 40 | 3    | L’Affaire des pommes de terre vampires | Night of the Living Spud            | Tad Stones et Alan Zaslove | 11 septembre 1991   | 4308-040        |
| 5    | 40 | 3    | Scénario : Steve Roberts |                                     |                            |                     |                 |
| 5    | 40 | 3    | Dugenou tente de se créer une femme à partir de végétaux mais se retrouve devant une pomme de terre géante du nom de Rosie. Cette dernière va tenter d'attaquer Poussinette et la famille Bourbifoot alors qu'ils sont en train de camper. |                                     |                            |                     |                 |
|      | |      | |                                     |                            |                     |                 |
| 6    | 16 | 4    | L’Affaire du major Trenchcot | Apes of Wrath                       | Tad Stones et Alan Zaslove | 12 septembre 1991   | 4308-016        |
| 6    | 16 | 4    | Scénario : Dev Ross |                                     |                            |                     |                 |
| 6    | 16 | 4    | Le C.H.U.T. envoie Myster Mask en Afrique accompagné de Flagada et Poussinette pour retrouver l’anthropologue Béatrice Bruté portée disparue. Sur place, ils rencontrent le major Trenchcot qui lutte contre des gorilles les accusant de tous les maux. Mais ce major n'est pas aussi sympathique qu'il en a l'air. |                                     |                            |                     |                 |
|      | |      | |                                     |                            |                     |                 |
| 7    | 4 | 5    | L’Affaire de la femme de ménage | Dirty Money                         | Tad Stones et Alan Zaslove | 13 septembre 1991   | 4308-004        |
| 7    | 4 | 5    | Scénario : John Behnke, Jim Peterson et Rob Humphrey |                                     |                            |                     |                 |
| 7    | 4 | 5    | Le Commissaire Magret, agent du C.H.U.T. fait appel à Myster Mask pour résoudre une affaire bien mystérieuse : quelqu'un efface toute l'encre sur les billets de banques les laissant sans valeur ce qui va déstabiliser l'économie. Par la suite, le commissaire va se faire kidnapper et c'est l'agent Gryzlikoff qui ne fait pas confiance à Myster Mask qui prend les choses en main. Malgré le fait que Gryzlikoff lui mette des bâtons dans les roues, le justicier va découvrir que le criminel est Ammonia Pine, agente du F.O.W.L et ancienne femme de ménage. |                                     |                            |                     |                 |
|      | |      | |                                     |                            |                     |                 |
| 8    | 42 | 6    | L’Affaire des aimants terribles | Duck Blind                          | Tad Stones et Alan Zaslove | 16 septembre 1991   | 4308-017        |
| 8    | 42 | 6    | Scénario : Len Uhley |                                     |                            |                     |                 |
| 8    | 42 | 6    | À la suite d'une confrontation contre Megavolt, Myster Mask va se retrouver aveugle. Intrépide, Myster Mask va tenter d'affronter de nouveau Megavolt en utilisant des gadgets pour se guider, ce qui le met en danger, lui et ses amis. Poussinette avec l'aide de Flagada et Cuicui, décide de prendre les choses en mains. |                                     |                            |                     |                 |
|      | |      | |                                     |                            |                     |                 |
| 9    | 17 | 7    | L’Affaire à surprise multiple | Comic Book Capers                   | Tad Stones et Alan Zaslove | 17 septembre 1991   | 4308-036        |
| 9    | 17 | 7    | Scénario : John Behnke, Jim Peterson et Rob Humphrey |                                     |                            |                     |                 |
| 9    | 17 | 7    | Une entreprise de bande-dessinée décide d'écrire les aventures de Myster Mask. Mais le principal intéressé n'est pas satisfait de l'histoire et décide la réécrire en se valorisant. En étant souvent interrompu, plusieurs personnages vont en profiter pour écrire une partie de l'histoire à leur sauce ; Poussinette, Flagada, Bisou Bourbifoot et même Megavolt. |                                     |                            |                     |                 |
|      | |      | |                                     |                            |                     |                 |
| 10   | 1 | 8    | L’Affaire qui change de héros | Water Way to Go                     | Tad Stones et Alan Zaslove | 18 septembre 1991   | 4308-001        |
| 10   | 1 | 8    | Scénario : Dev Ross |                                     |                            |                     |                 |
| 10   | 1 | 8    | Le C.H.U.T. envoie Myster Mask en Pétroarabie à la suite de la mort de l'un de leurs agents. Il s'agit d'enquêter sur le F.O.W.L. qui sous la direction de Bec D'Acier, prévoit d'inonder le pays en utilisant machine météorologique portable. De plus, pour éviter que Flagada boude, Myster Mask accepte qu'il soit le héros de cette aventure pendant que lui même se charge du rôle de l'acolyte. |                                     |                            |                     |                 |
|      | |      | |                                     |                            |                     |                 |
| 11   | 33 | 9    | L’Affaire qui rock un Mask | Paraducks                           | Tad Stones et Alan Zaslove | 19 septembre 1991   | 4308-033        |
| 11   | 33 | 9    | Scénario : Doug Langdale |                                     |                            |                     |                 |
| 11   | 33 | 9    | Myster Mask teste la machine à voyager dans le temps du C.H.U.T. sans savoir que Poussinette est clandestinement à bord. Ils se retrouvent dans le passé où ils aperçoivent la version jeune de Myster Mask. Ce dernier était encore à l'école primaire et était le souffre-douleur d'une bande de voyous dirigée par "le King" l'obligeant à voler. Pour éviter de bouleverser leur présent, ils décident de rester inactifs. Malheureusement, c'est l'inverse qui va se produire.                                                                                     |                                     |                            |                     |                 |
|      | |      | |                                     |                            |                     |                 |
| 12   | 24 | 10   | L’Affaire des dollars en branche | Easy Come, Easy Grows               | Tad Stones et Alan Zaslove | 20 septembre 1991   | 4308-024        |
| 12   | 24 | 10   | Scénario : Marion Wells |                                     |                            |                     |                 |
| 12   | 24 | 10   | Myster Mask et Flagada enquêtent sur une affaire dans laquelle les coffres s'échappent des banques. De leur côté, Poussinette et Cuicui découvrent dans le jardin du père du dernier, un arbre à billet qu'ils décident de garder pour eux. Ils n'ont pas idée que Dugenou est derrière tout ça. |                                     |                            |                     |                 |
|      | |      | |                                     |                            |                     |                 |
| 13   | 50 | 11   | L’Affaire du gang électroménager | A Revolution in Home Appliances     | Tad Stones et Alan Zaslove | 23 septembre 1991   | 4308-050        |
| 13   | 50 | 11   | Scénario : Gary Sperling |                                     |                            |                     |                 |
| 13   | 50 | 11   | Grâce à sa toute nouvelle invention, Megavolt peut donner vie à des produits électroménagers et décide de former un groupe composé d'un réfrigérateur, d'un téléviseur, d'une guitare et d'un sèche-cheveux de salon. Myster Mask doit l'arrêter avant qu'il ne réveille tous les appareils de la ville pour pouvoir la conquérir. |                                     |                            |                     |                 |
|      | |      | |                                     |                            |                     |                 |
| 14   | 14 | 12   | L’Affaire du petit mystère | Trading Faces                       | Tad Stones et Alan Zaslove | 24 septembre 1991   | 4308-014        |
| 14   | 14 | 12   | Scénario : Julia Lewald et Dev Ross |                                     |                            |                     |                 |
| 14   | 14 | 12   | L'ordinateur de Myster Mask dysfonctionne ce qui provoque un échange de corps entre lui et Poussinette ainsi qu'entre Flagada et Cucui. Pendant ce temps, le F.O.W.L. sous la direction de Bec D'Acier, a arrêté la rotation de la Terre pour pouvoir faire chanter le C.H.U.T. Myster Mask doit régler le problème bien qu'il soit dans le corps de Poussinette. |                                     |                            |                     |                 |
|      | |      | |                                     |                            |                     |                 |
| 15   | 15 | 13   | L’Affaire Alfred Hichphoque le retour | Hush, Hush Sweet Charlatan          | Tad Stones et Alan Zaslove | 25 septembre 1991   | 4308-015        |
| 15   | 15 | 13   | Scénario : Bruce Talkington |                                     |                            |                     |                 |
| 15   | 15 | 13   | Myster Mask enquête sur un studio de cinéma où les différents tournages sont en proie à des accidents. Pour couronner le tout, le réalisateur est nul autre que Alfred Hichphoque, qui a abandonné sa vie de criminel pour le cinéma. |                                     |                            |                     |                 |
|      | |      | |                                     |                            |                     |                 |
| 16   | 12 | 14   | L’Affaire Marmitogaz Jack | Can't Bayou Love                    | Tad Stones et Alan Zaslove | 26 septembre 1991   | 4308-012        |
| 16   | 12 | 14   | Scénario : Bruce Talkington |                                     |                            |                     |                 |
| 16   | 12 | 14   | Marmitogaz Jack, accompagné de son alligator, est un Cadien qui a quitté le Bayou pour emménager à Bourg-Les-Canards car il pense que la vie est plus facile. Il décide d'y faire différents méfaits mais se retrouve très vite confronté à Myster Mask. |                                     |                            |                     |                 |
|      | |      | |                                     |                            |                     |                 |
| 17   | 29 | 15   | L’Affaire du camping | Bearskin Thug                       | Tad Stones et Alan Zaslove | 27 septembre 1991   | 4308-029        |
| 17   | 29 | 15   | Scénario : Pat Corcoran et Tad Stones |                                     |                            |                     |                 |
| 17   | 29 | 15   | Myster Mask emmène Poussinette, malgré son désaccord, au camping pour lui montrer comment profiter de la nature sans les technologies. Quand ils arrivent au parc, il est évacué à cause d'un ours monstrueux qui a été observé dans les parages. En réalité, il s'agit d'un ours robotique commandé par Bec d'acier qui a pour projet d'installer des missiles nucléaires dans le parc. |                                     |                            |                     |                 |
|      | |      | |                                     |                            |                     |                 |
| 18   | 13 | 16   | L’Affaire Jeppet Laforme | You Sweat Your Life                 | Tad Stones et Alan Zaslove | 30 septembre 1991   | 4308-013        |
| 18   | 13 | 16   | Scénario : Julia Lewald et Marion Wells |                                     |                            |                     |                 |
| 18   | 13 | 16   | Myster Mask part à la poursuite des cambrioleurs Flex et Slim qui ont volés différents articles du musée. Son enquête va l'emmener au club de gym du vieux Jeppet Laforme. Ce dernier a besoin de ces éléments pour transformer son spa en fontaine de jouvence, ce qui va lui permettre de redevenir jeune. Il lui manque plus qu'un seul ingrédient, une plume d'un héros. |                                     |                            |                     |                 |
|      | |      | |                                     |                            |                     |                 |
| 19   | 44 | 17   | L’Affaire à repasser | Days of Blunder                     | Tad Stones et Alan Zaslove | 1er octobre 1991    | 4308-044        |
| 19   | 44 | 17   | Scénario : Jan Strnad |                                     |                            |                     |                 |
| 19   | 44 | 17   | Après une défaite d'un match de catch, Myster Mask va se faire convaincre par un psychologue qu'il n'est pas fait pour être un héros et qu'il faut qu'il change de carrière .En réalité, ce psychologue se trouve être Pokernaze déguisé voulant se débarrasser de Myster Mask pour continuer ses méfaits en toute tranquillité. |                                     |                            |                     |                 |
|      | |      | |                                     |                            |                     |                 |
| 20   | 47 | 18   | L’Affaire des Cinq Mercenaires, première partie | Just Us Justice Ducks: Part 1       | Tad Stones et Alan Zaslove | 2 octobre 1991      | 4308-047        |
| 20   | 47 | 18   | Scénario : Kevin Campbell et Brian Swenlin |                                     |                            |                     |                 |
| 20   | 47 | 18   | Sinister Mask décide avec Megavolt, Pokernaze, Dugenou et Liquidator de former un groupe nommé les Cinq Mercenaires pour attaquer le C.H.U.T. et conquérir la ville. Pour les contrer, Poussinette propose aux différents super-héros de Bourg-Les-Canards de former un groupe appelé les Canards Vengeurs où Myster Mask doit faire équipe avec Morgana, Sigmund, Neptune et Robotik. Mais le justicier refuse car il veut agir seul. Mais en un contre cinq, il va voir rapidement qu'il ne fait pas le poids.                                                        |                                     |                            |                     |                 |
|      | |      | |                                     |                            |                     |                 |
| 21   | 48 | 19   | L’Affaire des Cinq Mercenaires, deuxième partie | Just Us Justice Ducks: Part 2       | Tad Stones et Alan Zaslove | 3 octobre 1991      | 4308-048        |
| 21   | 48 | 19   | Scénario : Kevin Campbell et Brian Swenlin |                                     |                            |                     |                 |
| 21   | 48 | 19   | Chacun des héros de va ville se trouve vaincu par un des membres des Cinq Mercenaires. Myster Mask, désespéré, retrouve la ville saccagée par les vilains et en apprenant par Poussinette que leurs compagnons sont capturés et qu'il est le dernier espoir de Bourg-Les-Canards. Ils décident avec Flagada d'établir un plan pour sauver leurs amis. |                                     |                            |                     |                 |
|      | |      | |                                     |                            |                     |                 |
| 22   | 19 | 20   | L’Affaire du vrai-faux Myster | Double Darkwings                    | Tad Stones et Alan Zaslove | 4 octobre 1991      | 4308-019        |
| 22   | 19 | 20   | Scénario : Dean Stefan |                                     |                            |                     |                 |
| 22   | 19 | 20   | Alors que Myster Mask emploi Flagada pour en faire son double, Marmitogaz Jack de son côté, prépare sa vengeance. Pour cela il demande à sa grand-mère qu'elle lui donne de la poussière magique qui permet d'envoûter une personne pour la contraindre à exécuter des ordres. En se trompant de cible, Marmitogaz l'utilise sur Flagada déguisé en Myster Mask. Il décide d'utiliser le pilote pour faire ses cambriolages pour faire accuser Myster Mask à sa place pour le discréditer et l'envoyer en prison.                                                       |                                     |                            |                     |                 |
|      | |      | |                                     |                            |                     |                 |
| 23   | 21 | 21   | L’Affaire Migalomask | Aduckyphobia                        | Tad Stones et Alan Zaslove | 7 octobre 1991      | 4308-021        |
| 23   | 21 | 21   | Scénario : Doug Langdale |                                     |                            |                     |                 |
| 23   | 21 | 21   | Alors que le professeur Taupinambour et son équipe cambriole un laboratoire en manipulant des éléments radioactifs. Une araignée se trouve affectée et mute en grandissant jusqu'à taille humaine. Alors que Myster Mask essai de capturer le professeur, il finit par être mordu par l'araignée qui va avoir pour effet de lui faire pousser quatre bras supplémentaires. Décidé à continuer à poursuivre les criminels, il s'adapte à ses six bras et décide de se faire appeler Migalo Mask.                                                                         |                                     |                            |                     |                 |
|      | |      | |                                     |                            |                     |                 |
| 24   | 56 | 22   | L’Affaire de la choucroute volante | When Aliens Collide                 | Tad Stones et Alan Zaslove | 8 octobre 1991      | 4308-056        |
| 24   | 56 | 22   | Scénario : Jeremy Cushner |                                     |                            |                     |                 |
| 24   | 56 | 22   | Poussinette tombe sur un vaisseau spatial qui s'est écrasé dans le parc. Un petit extraterrestre à l'apparence mignonne sort du vaisseau, portant un collier qui semble le gêner. Il s'agit en réalité d'un criminel recherché par le policier de l’espace, Groméchant. |                                     |                            |                     |                 |
| 25   | 31 | 23   | L’Affaire du Dr Fossile | Jurassic Jumble                     | Tad Stones et Alan Zaslove | 9 octobre 1991      | 4308-031        |
| 25   | 31 | 23   | Scénario : Marlowe Weisman |                                     |                            |                     |                 |
| 25   | 31 | 23   | En aidant Myster Mask sur une enquête, Poussinette et Cuicui vont suivre des traces de dinosaures les amenant à Sngmund, un enfant dino. Ce dernier va leur monter le laboratoire du docteur Fossile. Ce dernier utilise un rayon pour transformer les habitants de la ville en dinosaures et à pour objectif d'envoyer une comète sur la Terre pour faire disparaître la vie humaine en faveur des dinosaures. |                                     |                            |                     |                 |
|      | |      | |                                     |                            |                     |                 |
| 26   | 39 | 24   | L’Affaire de l’agent nettoyant | Cleanliness Is Next to Badliness    | Tad Stones et Alan Zaslove | 10 octobre 1991     | 4308-039        |
| 26   | 39 | 24   | Scénario : Stephen Hibbert et Gary Sperling |                                     |                            |                     |                 |
| 26   | 39 | 24   | Bec d'Acier fait équipe avec l’agent Amonia Citron-Vert pour voler les Banques en utilisant un aspirateur géant. De son côté, Poussinette décide de créer un fan-club de Myster Mask, ce qui n'est pas pour déplaire à ce dernier car ça permet de flatter son ego. |                                     |                            |                     |                 |
|      | |      | |                                     |                            |                     |                 |
| 27   | 45 | 25   | L’Affaire Supertache | Smarter Than a Speeding Bullet      | Tad Stones et Alan Zaslove | 11 octobre 1991     | 4308-045        |
| 27   | 45 | 25   | Scénario : Doug Langdale |                                     |                            |                     |                 |
| 27   | 45 | 25   | Alors que Myster Mask est de nouveau confronté à Bec d'Acier, il est interrompu par l'arrivée d'un super-héros venu d'une autre planète. Ce dernier se nomme Supertache et est venu voir le héros de la planète pour pouvoir s'entraîner avec lui. |                                     |                            |                     |                 |
|      | |      | |                                     |                            |                     |                 |
| 28   | 27 | 26   | L’Affaire Gla Gla von Frimas | All's Fahrenheit in Love and War    | Tad Stones et Alan Zaslove | 14 octobre 1991     | 4308-027        |
| 28   | 27 | 26   | Scénario : Eric Lewald et Dev Ross |                                     |                            |                     |                 |
| 28   | 27 | 26   | Ayant marre de l'époque hivernale de Bourg-Les-Canards, Myster Mask aimerait partir en vacances dans un endroit chaud mais avant, il doit enquêter sur un cambriolage de banques qui se fait sans aucune effraction. |                                     |                            |                     |                 |
|      | |      | |                                     |                            |                     |                 |
| 29   | 23 | 27   | L’Affaire du zappeur zappé | Whiffle while you work              | Tad Stones et Alan Zaslove | 15 octobre 1991     | 4308-023        |
| 29   | 23 | 27   | Scénario : Ellen Svaco et Colleen Taber |                                     |                            |                     |                 |
| 29   | 23 | 27   | Myster Mask et Poussinette participent à un concours de jeux-vidéo où ils vont être rivaux. Mais le concours va être perturbé par le fabricant de jouets, Pokernaze, ruiné à cause des jeux-vidéo et est bien décidé à se venger. |                                     |                            |                     |                 |
|      | |      | |                                     |                            |                     |                 |
| 30   | 41 | 28   | L’Affaire à dormir debout | Ghoul of my dreams                  | Tad Stones et Alan Zaslove | 16 octobre 1991     | 4308-041        |
| 30   | 41 | 28   | Scénario : John Behnke, Jim Peterson et Rob Humphrey |                                     |                            |                     |                 |
| 30   | 41 | 28   | Pour voler les habitants de Bourg-Les-Canards, Morgana va utiliser du sable magique permettant de les endormir. Lorsque Myster mask intervient, il se retrouve au pays des rêves où il est confronté au démon Nodoff allié à Morgana. |                                     |                            |                     |                 |
|      | |      | |                                     |                            |                     |                 |
| 31   | 46 | 31   | L’Affaire des fausses captures | Adopt-a-Con                         | Tad Stones et Alan Zaslove | 21 octobre 1991     | 4308-046        |
| 31   | 46 | 31   | Scénario : Steve Roberts |                                     |                            |                     |                 |
| 31   | 46 | 31   | La justice met en place un programme permettant aux habitants de Bourg-Les-Canards d'héberger un criminel pour l'aider à s'insérer dans la société. Embobiné par la famille Bourbifoot, Albert Colvert va s'accidentellement s'inscrire pour ce programme et se retrouve à héberger Hitchphoque qu'il a lui même mis en prison en tant que Myster Mask. |                                     |                            |                     |                 |
|      | |      | |                                     |                            |                     |                 |
| 32   | 43 | 32   | L’Affaire Naz 1er | Toys Czar Us                        | Tad Stones et Alan Zaslove | 22 octobre 1991     | 4308-043        |
| 32   | 43 | 32   | Scénario : Ellen Svaco et Colleen Taber |                                     |                            |                     |                 |
| 32   | 43 | 32   | Albert Colvert est convoqué à l'école à la suite de différentes bêtises commises par Poussinette où le directeur lui suggère de revoir son éducation. Pendant ce temps, Pokernaze apprend que les parents n'achèteront pas ses jouets, jugés dangereux et décide d'aller convaincre les enfants directement. |                                     |                            |                     |                 |
|      | |      | |                                     |                            |                     |                 |
| 33   | 55 | 33   | L’Affaire Myster Mask : les origines secrètes | The Secret Origins of Darkwing Duck | Tad Stones et Alan Zaslove | 23 octobre 1991     | 4308-055        |
| 33   | 55 | 33   | Scénario : Jan Strnad |                                     |                            |                     |                 |
| 33   | 55 | 33   | Dans un futur lointain, Poussinoïde et Cuicuitronique (versions futuristes de Poussinette et Cuicui) sont en visite guidée du musée Myster Mask. En se retrouvant enfermés dans le musée après sa fermeture, ils vont rencontrer le concierge à l'apparence étrangement familière, qui va leur raconter l'origine du justicier (sa version en tout cas). |                                     |                            |                     |                 |
|      | |      | |                                     |                            |                     |                 |
| 34   | 36 | 34   | L’Affaire à cheval | Up, up and awry                     | Tad Stones et Alan Zaslove | 24 octobre 1991     | 4308-042        |
| 34   | 36 | 34   | Scénario : Dev Ross |                                     |                            |                     |                 |
| 34   | 36 | 34   | Alors que Megavolt vole des fers à cheval pour construire un électro-aimant géant mais se fait arrêter par Robotik. Ce dernier est proclamé héros par la ville ce qui énerve Myster Mask. |                                     |                            |                     |                 |
|      | |      | |                                     |                            |                     |                 |
| 35   | 49 | 35   | L’Affaire du troublant trou noir | Life, the Negaverse and Everything  | Tad Stones et Alan Zaslove | 25 octobre 1991     | 4308-049        |
| 35   | 49 | 35   | Scénario : Kevin Campbell et Brian Swenlin |                                     |                            |                     |                 |
| 35   | 49 | 35   | En allant à la pâtisserie acheter un gâteau pour l'anniversaire de Cuicui, Flagada va découvrir que les 5 mercenaires y sont réunis. Averti, Myster Mask va les rejoindre lui permettant d'éviter la fête des Bourbifoot. Sur place, il se fait maîtriser et jeté sur un gâteau à l'encontre de Sinister Mask. En effet, il s'agit en réalité d'un portail allant dans l'univers du méchant où il règne en maître. Myster Mask va s'apercevoir que les personnalités de chaque personnage est inversé.                                                                  |                                     |                            |                     |                 |
|      | |      | |                                     |                            |                     |                 |
| 36   | 26 | 36   | L’Affaire de l’eau tarie | Dry Hard                            | Tad Stones et Alan Zaslove | 28 octobre 1991     | 4308-026        |
| 36   | 26 | 36   | Scénario : Kevin Campbell et Brian Swenlin |                                     |                            |                     |                 |
| 36   | 26 | 36   | Pendant une période de canicule, Bud Flood, le propriétaire véreux d'une entreprise d'eau en bouteille décide de saboter les installations ses concurrents et d'empoisonner leur eau afin de promouvoir la sienne. Alors que Myster Mask va essayer de l'arrêter, Flood va tomber dans une cuve d'eau contaminée et va muter en un être composé d'eau qu'il peut également contrôler. Il prend le nom de "Le Liquidator" et décide d'utiliser ses pouvoirs afin de continuer son plan de départ.                                                                        |                                     |                            |                     |                 |
|      | |      | |                                     |                            |                     |                 |
| 37   | 20 | 37   | L’Affaire cerveau lent | Heavy Mental                        | Tad Stones et Alan Zaslove | 29 octobre 1991     | 4308-020        |
| 37   | 20 | 37   | Scénario : Kevin Campbell et Brian Swenlin |                                     |                            |                     |                 |
| 37   | 20 | 37   | Myster Mask et Flagada rendent visite à la scientifique du C.H.U.T., Irma Thiergrise pour qu'elle leur présente sa nouvelle invention, le rayon Norma qui donne aux gens des capacités psychiques développées. Flaga devient le cobaye de cette invention et va obtenir des pouvoirs qu’il contrôle mal. Un agent du F.O.W.L. va tenter avec ses deux subordonnés, de voler l'appareil. |                                     |                            |                     |                 |
|      | |      | |                                     |                            |                     |                 |
| 38   | 63 | 39   | L’Affaire Irma Thiergrise | Disguise the Limit                  | Tad Stones et Alan Zaslove | 30 octobre 1991     | 4308-063        |
| 38   | 63 | 39   | Scénario : Doug Langdale |                                     |                            |                     |                 |
| 38   | 63 | 39   | Sinister Mask va commettre différents crimes déguisé en Myster Mask et ce dernier va être recherché par toute la ville. Le Commissaire Magret, le sachant inutile car ils avaient fait une partie de croquet ensemble à l'heure des méfaits, l'emmène auprès de Irma Thiergrise qui va utiliser une machine pour changer l'apparence du justicier. Ce dernier aura la capacité de se transformer en la personne qu'il regarde pendant une courte donnée mais cette capacité va devenir très vite gênante.                                                               |                                     |                            |                     |                 |
|      | |      | |                                     |                            |                     |                 |
| 39   | 61 | 39   | L’Affaire Supertache II : le retour | Planet of the Capes                 | Tad Stones et Alan Zaslove | 31 octobre 1991     | 4308-061        |
| 39   | 61 | 39   | Scénario : Ellen Svaco et Colleen Taber |                                     |                            |                     |                 |
| 39   | 61 | 39   | Supertache est de retour sur terre et demande à Myster Mask de venir sur sa planète car il a besoin de lui. Myster Mask pense que Supertache a besoin d'un héros mais il va réaliser que l'ensemble des habitants de la planète sont des héros et que le seul homme « ordinaire » qu'ils doivent protéger a disparu. S'ils ont demandé à Myster Mask de venir c'est pour qu'il soit à son tour le prochain homme "ordinaire". |                                     |                            |                     |                 |
|      | |      | |                                     |                            |                     |                 |
| 40   | 51 | 40   | L’Affaire Mystero Maskito | Darkwing Doubloon                   | Tad Stones et Alan Zaslove | 1er novembre 1991   | 4308-051        |
| 40   | 51 | 40   | Scénario : Bruce Reid Schaefer |                                     |                            |                     |                 |
| 40   | 51 | 40   | L'histoire raconte un univers avec une version de Muster Mask vivant au XVIème du nom de Mystero Maskito. Pour protéger le roi et sa fortune, il doit se battre contre un équipage de pirates dirigé par Sinister Mask. |                                     |                            |                     |                 |
|      | |      | |                                     |                            |                     |                 |
| 41   | 60 | 41   | L’Affaire de la multiplication des pins | It's a Wonderful Leaf               | Tad Stones et Alan Zaslove | 4 novembre 1991     | 4308-060        |
| 41   | 60 | 41   | Scénario : John Behnke, Jim Peterson et Rob Humphrey |                                     |                            |                     |                 |
| 41   | 60 | 41   | Pendant les vacances de Noël, des clients se ruent dans les boutiques touchées par la folie de consommation agaçant Dugenou qui ne peut pas faire ses courses tranquillement. Ce dernier décide de se venger en prenant le contrôle des sapins de Noël de tout Bourg-Les-Canards afin de gâcher les fêtes de tout le monde. Évidement, Myster Mask va se mettre en travers de son chemin. |                                     |                            |                     |                 |
|      | |      | |                                     |                            |                     |                 |
| 42   | 54 | 42   | L’Affaire de l’idiomat | Twitching Channels                  | Tad Stones et Alan Zaslove | 5 novembre 1991     | 4308-065        |
| 42   | 54 | 42   | Scénario : John Behnke, Jim Peterson et Rob Humphrey |                                     |                            |                     |                 |
| 42   | 54 | 42   | Megavolt a créé un appareil lui permettant de voyager dans les ondes qui lui permet d'apparaître sur toutes les chaînes de télévision. Après une course poursuite entre Myster Mask et Megavolt parmi les ondes, ils vont être propulsés dans un monde avec des horribles mutants. Il s'agit du monde des humains où Myster Mask est un personnage fictif de dessin animé. |                                     |                            |                     |                 |
|      | |      | |                                     |                            |                     |                 |
| 43   | 7 | 43   | L’Affaire à friser la mort | Dances with Bigfoot                 | Tad Stones et Alan Zaslove | 6 novembre 1991     | 4308-069        |
| 43   | 7 | 43   | Scénario : Ellen Svaco et Colleen Taber |                                     |                            |                     |                 |
| 43   | 7 | 43   | Albert Colvert est porté disparu, Poussinette et Cuicui vont enquêter pour le retrouver. Cette enquête va les emmener tout doit vers une tribu de castors. |                                     |                            |                     |                 |
|      | |      | |                                     |                            |                     |                 |
| 44   | 5 | 44   | L’Affaire Twin Bec | Twin Beaks                          | Tad Stones et Alan Zaslove | 7 novembre 1991     | 4308-067        |
| 44   | 5 | 44   | Scénario : Tad Stones et Jan Strnad |                                     |                            |                     |                 |
| 44   | 5 | 44   | les parents de Cuicui ont disparu et tous les indices pointent vers la mystérieuse ville de Twin Bec où une race extraterrestre de choux mutants a commencé à envahir en remplaçant les habitants de la ville par des clones. |                                     |                            |                     |                 |
|      | |      | |                                     |                            |                     |                 |
| 45   | 62 | 45   | L’Affaire Marguerite Dubaille | The Incredible Bulk                 | Tad Stones et Alan Zaslove | 8 novembre 1991     | 4308-062        |
| 45   | 62 | 45   | Scénario : Gary Sperling |                                     |                            |                     |                 |
| 45   | 62 | 45   | Dugenou a créé un nouvel engrais permettant de muter des plantes, les rendant plus grandes et fortes. Myster Mask doit tenter de détruire l'usine de Dugenou. |                                     |                            |                     |                 |
|      | |      | |                                     |                            |                     |                 |
| 46   | 9 | 46   | L'Affaire de la rupture | My Valentine Ghoul                  | Tad Stones et Alan Zaslove | 11 novembre 1991    | 4308-068        |
| 46   | 9 | 46   | Scénario : Doug Langdale |                                     |                            |                     |                 |
| 46   | 9 | 46   | Morgana se dispute avec Myster Mask car ce dernier ne veut pas de son aide pour ses missions. Témoin de la dispute, Sinister Mask veut saisir cette occasion pour séduire Morgana et l'avoir de son côté. |                                     |                            |                     |                 |
|      | |      | |                                     |                            |                     |                 |
| 47   | 58 | 47   | L’Affaire de l’enfer | Dead Duck                           | Tad Stones et Alan Zaslove | 12 novembre 1991    | 4308-058        |
| 47   | 58 | 47   | Scénario : Carter Crocker |                                     |                            |                     |                 |
| 47   | 58 | 47   | En poursuivant Megavolt en moto sans masque, Myster Mask va mourir à la suite d'un accident et revenir en fantôme. Il ne croit pas à sa mort jusqu'à que la faucheuse le poursuit. |                                     |                            |                     |                 |
|      | |      | |                                     |                            |                     |                 |
| 48   | 6 | 48   | L’Affaire Alfred Hitchphoque | A Duck by Any Other Name            | Tad Stones et Alan Zaslove | 13 novembre 1991    | 4308-006        |
| 48   | 6 | 48   | Scénario : Pat Corcoran |                                     |                            |                     |                 |
| 48   | 6 | 48   | Alors que pour une mission, Flagada est habillé en Myster Mask pour jouer son double, il est filmé par un journaliste. Ce dernier révèle au mode que Flaga est la réelle identité de Myster Mask. Alfred Hitchphoque veut profiter de cet avantage pour le mettre à mal jusqu'à que le véritable Myster Mask lui mette des bâtons dans les roues. |                                     |                            |                     |                 |
|      | |      | |                                     |                            |                     |                 |
| 49   | 64 | 49   | L’Affaire de l’ami public numéro 1 | Let's Get Respectable               | Tad Stones et Alan Zaslove | 14 novembre 1991    | 4308-064        |
| 49   | 64 | 49   | Scénario : Bruce Reid Schaefer |                                     |                            |                     |                 |
| 49   | 64 | 49   | Alors que selon les sondages d'un programme de télévision, Myster Mask est le héros le moins populaire, Poussinette, Cuicui et Flagada vont modifier son apparence et son titre (Super Nova) pour le rendre plus proche du public. Sinister Mask, de son côté, va essayer de salir son image. |                                     |                            |                     |                 |
|      | |      | |                                     |                            |                     |                 |
| 50   | 2 | 50   | L’Affaire des doubles zéros | In Like Blunt                       | Tad Stones et Alan Zaslove | 15 novembre 1991    | 4308-002        |
| 50   | 2 | 50   | Scénario : Kevin Campbell et Brian Swenlin |                                     |                            |                     |                 |
| 50   | 2 | 50   | Le Commissaire Magret fait appel à Myster Mask pour arrêter un criminel du nom de Scarabusard qui organise une vente aux enchères dont le lot est une liste complète des agents du C.H.U.T. Pour cela, Myster Mask doit faire équipe avec l'agent légendaire Derek Blunt, imbus de lui même, pour intercepter la liste avant qu'elle ne tombe dans de mauvaises mains. |                                     |                            |                     |                 |
|      | |      | |                                     |                            |                     |                 |
| 51   | 59 | 51   | L’Affaire des yoyos royaux | Quack of Ages                       | Tad Stones et Alan Zaslove | 18 novembre 1991    | 4308-059        |
| 51   | 59 | 51   | Scénario : Joe Olson |                                     |                            |                     |                 |
| 51   | 59 | 51   | Pour empêcher l'invention du yoyo, Pokernaze va dans le passé à l'époque du Moyen-Âge, rencontrer le roi Craignos (ancêtre de Craignos Bourbifoot) qui n'est autre que l'inventeur du tout premier yoyo. Myster Mask et Flagada vont le rejoindre pour l'arrêter et alors qu'ils vont rencontrer une villageoise du nom de Bisette (ancêtre de Bisou Bourbifoot), Pokernaze va faire en sorte de condamner le justicier pour sorcellerie. |                                     |                            |                     |                 |
|      | |      | |                                     |                            |                     |                 |
| 52   | 10 | 52   | L’Affaire du canard Vador | Time and Punishment                 | Tad Stones et Alan Zaslove | 19 novembre 1991    | 4308-070        |
| 52   | 10 | 52   | Scénario : Dev Ross |                                     |                            |                     |                 |
| 52   | 10 | 52   | Alors que Megavolt et Pokernaze inventent une machine temporelle pour l'utiliser à des fins maléfiques, Myster Mask et Flagada sont de nouveau à leur poursuite pour les arrêter. Pour s'échapper, les criminels se dépêchent d'actionner la machine pour partir en direction du futur sans savoir que Poussinette s'est cachée à l'intérieur. Arrivée dans le futur, Poussinette découvre que son père est devenu Canard Vador, un justicier qui fait respecter la loi d'une main de fer avec des méthodes radicales.                                                  |                                     |                            |                     |                 |
|      | |      | |                                     |                            |                     |                 |
| 53   | 3 | 53   | L’Affaire qui relask un mask | Stressed to Kill                    | Tad Stones et Alan Zaslove | 20 novembre 1991    | 4308-066        |
| 53   | 3 | 53   | Scénario : Doug Langdale |                                     |                            |                     |                 |
| 53   | 3 | 53   | Alors Myster Mask poursuit de nouveau Megavolt et Pokernaze, il s'aperçoit que les habitants de la ville sont calmes et acceptent de se faire voler sans broncher. Lui même stressé, ail va se rendre dans une clinique sans savoir qu'elle est gérée par Megavolt et Pokernaze et qu'ils l'utilisent pour faire un lavage de cerveau à chaque habitant. Maintenant, il est trop calme pour arrêter les criminels et c'est Flagada et Poussinette qui doivent sortir Myster Mask de son état.                                                                           |                                     |                            |                     |                 |
|      | |      | |                                     |                            |                     |                 |
| 54   | 11 | 54   | L’Affaire des 4 font la paire | The Darkwing Squad                  | Tad Stones et Alan Zaslove | 21 novembre 1991    | 4308-071        |
| 54   | 11 | 54   | Scénario : Dev Ross |                                     |                            |                     |                 |
| 54   | 11 | 54   | Le Commissaire Magret de mande à Myster Mask de former les quatre nouvelles recrues du C.H.U.T. à la place de l'agent Gryzlikoff rendant ce dernier jaloux. Alors que Myster Mask forme les quatre recrues à son image, Bec d'Acier veut profiter de la jalousie de Gryzlikoff pour le recruter au sein du F.O.w.L. pour qu'il l'aide à éliminer Myster Mask. |                                     |                            |                     |                 |
|      | |      | |                                     |                            |                     |                 |
| 55   | 22 | 55   | L’Affaire Bisou Bourbifoot | Inside Binkie's Brain               | Tad Stones et Alan Zaslove | 22 novembre 1991    | 4308-072        |
| 55   | 22 | 55   | Scénario : Doug Langdale |                                     |                            |                     |                 |
| 55   | 22 | 55   | Bisou Bourbifoot reçoit un coup de boule de Bowling sur la tête, ce qui libère le petit héros en elle et devient la Gardienne de Bourg-les-Canards. Mais son obsession face à la sécurité va mettre Myster Mask en difficulté et ce dernier va avoir bien des difficultés supplémentaires pour capturer Megavolt. |                                     |                            |                     |                 |
|      | |      | |                                     |                            |                     |                 |
| 56   | 25 | 56   | L’Affaire Morfacula | The Haunting of Mr. Banana Brain    | Tad Stones et Alan Zaslove | 25 novembre 1991    | 4308-073        |
| 56   | 25 | 56   | Scénario : Dev Ross |                                     |                            |                     |                 |
| 56   | 25 | 56   | Dans le musée des jouets, en faisant des bêtises, Poussinette va réveiller un esprit se trouvant enfermé dans un diable en boîte. Cet esprit du nom de Morfacula et va ensuite être libéré par Pokernaze qui volait les jouets de l'établissement. La poupée de ce dernier va être possédé par l'esprit de Morfacula et va par la suite causer des problèmes aux habitants de la ville car il se nourrit d'émotions négatives. |                                     |                            |                     |                 |
|      | |      | |                                     |                            |                     |                 |
| 57   | 28 | 57   | L’Affaire du poussin poisseux | Slime Okay, You're Okay             | Tad Stones et Alan Zaslove | 26 novembre 1991    | 4308-074        |
| 57   | 28 | 57   | Scénario : Gordon Bressack |                                     |                            |                     |                 |
| 57   | 28 | 57   | Pour avoir un ami, Bushroot crée une potion pour rendre une plante intelligente. Poussinette en consomme par mégarde et se transforme en plante gluante peu à peu. Maintenant, Myster Mask a un temps limité pour trouver un remède avant que Poussinette ne fonde en un tas de glu. |                                     |                            |                     |                 |
|      | |      | |                                     |                            |                     |                 |
| 58   | 34 | 58   | L’Affaire Fiasco de Gamma | TWhirled History                    | Tad Stones et Alan Zaslove | 27 novembre 1991    | 4308-077        |
| 58   | 34 | 58   | Scénario : Doug Langdale |                                     |                            |                     |                 |
| 58   | 34 | 58   | Alors qu'elle regardait un épisode de AstroCouac, Poussinette est forcée par son père de faire son exposé sur les grands explorateurs. En s'endormant sur son devoir, elle rêve de voyager à travers le temps avec AstroCouac (sous les traits de Cuicui) pour chercher la "fontaine du savoir". Dans son rêve, elle rencontre plusieurs célèbres explorateurs. |                                     |                            |                     |                 |
|      | |      | |                                     |                            |                     |                 |
| 59   | 32 | 59   | L’Affaire ovni qui soit qui mal y pense | U.F. Foe                            | Tad Stones et Alan Zaslove | 28 novembre 1991    | 4308-076        |
| 59   | 32 | 59   | Scénario : Dev Ross |                                     |                            |                     |                 |
| 59   | 32 | 59   | Alors que Albert, Poussinette et Flagada vont en vacances dans le grand ouest, ce dernier se fait capturer par des extraterrestres. La mémoire effacée dans un premier temps, Albert et Poussinette vont reprendre conscience de l'existence de Flagada en voyant ses affaires et les vidéos que Poussinette avait filmée à ce moment. Ils décident de partir à sa recherche. |                                     |                            |                     |                 |
|      | |      | |                                     |                            |                     |                 |
| 60   | | 60   | L’Affaire de l'arnaque télévisée | A Star is Scorned                   | Tad Stones et Alan Zaslove | 29 novembre 1991    | 4308-081        |
| 60   | Scénario : Haskell Barkin et Tad Stones | 60   | |                                     |                            |                     |                 |
| 60   | Pour relancer la série, le producteur de Myster Mask décide de faire de Dugenou, sa nouvelle vedette. Ce dernier devient un grand défenseur de l'écologie alors que les Bourbifoot deviennent des impitoyables magnats des affaires. | 60   | |                                     |                            |                     |                 |
|      | |      | |                                     |                            |                     |                 |
| 61   | 35 | 61   | L’Affaire de Poussin des Bois | The Quiverwing Quack                | Tad Stones et Alan Zaslove | 2 décembre 1991     | 4308-078        |
| 61   | 35 | 61   | Scénario : Dev Ross |                                     |                            |                     |                 |
| 61   | 35 | 61   | Alors que Sinister Mask est prêt à tout pour retrouver sa place d'ennemi public numéro 1, Poussinette veut aider Myster Mask grâce à ses nouveaux talents d'archère. Ce dernier étant opposé à cette idée, elle décide contre sa volonté, de créer un alter-ego du nom de Poussin des Bois pour pouvoir partir à la poursuite de Sinister Mask. Cuicui devient son acolyte du nom de Jojo Flèche d'Or. |                                     |                            |                     |                 |
|      | |      | |                                     |                            |                     |                 |
| 62   | | 62   | L’Affaire du troisième œil des cinq mercenaires | Jail Bird                           | Tad Stones et Alan Zaslove | 3 décembre 1991     | 4308-080        |
| 62   | Scénario : Doug Langdale et Michael Maurer | 62   | |                                     |                            |                     |                 |
| 62   | Sinister Mask vole un diamant en laissant ses coéquipiers Megavolt, Dugenou, Liquidator et Pokernaze à la merci de Myster Mask. Pour découvrir où se cache Sinister Mask, le justicier décide sous couverture d'un criminel d'enquêter dans la prison où ont été mis les anciens alliés de Sinister. Mais le diamant de ce dernier permet de voler les pouvoirs des autres et compte bien l'utiliser sur les membres de son équipe. | 62   | |                                     |                            |                     |                 |
|      | |      | |                                     |                            |                     |                 |
| 63   | 57 | 63   | L’Affaire Mamie Nette et Mamie Crade | Dirtysomething                      | Tad Stones et Alan Zaslove | 4 décembre 1991     | 4308-082        |
| 63   | 57 | 63   | Scénario : Kayte Kuch et Sheryl Scarborough |                                     |                            |                     |                 |
| 63   | 57 | 63   | Le F.O.W.L. décide de faire travailler Ammonia Pine avec sa sœur, Ample Grime qui est son opposé parfaite. En effet, cette dernière utilise la crasse et les déchets comme armes contrairement à Ammonia qui utilise le nettoyage. Myster Mask pourrait les arrêter facilement mais une difficulté s'ajoute, Poussinette décide de recycler différents objets pour gagner de l'argent pour pouvoir acheter un jeu vidéo et va même jusqu'à envoyer au recyclage les outils du justicier (ses armes et véhicules).                                                       |                                     |                            |                     |                 |
|      | |      | |                                     |                            |                     |                 |
| 64   | 30 | 64   | L’Affaire Kawatong | Kung Fooled                         | Tad Stones et Alan Zaslove | 5 décembre 1991     | 4308-075        |
| 64   | 30 | 64   | Scénario : Victor Cook et George Johnston |                                     |                            |                     |                 |
| 64   | 30 | 64   | En poursuivant le professeur Taupinambour, Myster Mask et Flagada arrivent en Chine où Myster Mask rencontre son ancien maître de Kung Fun Kawatong. Pour ce dernier, Myster Mask est un avorton et son plus médiocre élève car il utilise des armes à la place des arts martiaux et ne maitrise pas la technique "la bourrade de bedaine". Myster Mask va essayer de remonter dans l'estime de son maître en récupérant la corne de dragon qui a été dérobée. |                                     |                            |                     |                 |
|      | |      | |                                     |                            |                     |                 |
| 65   | 37 | 65   | L’Affaire des amulettes suédoises | Bad Luck Duck                       | Tad Stones et Alan Zaslove | 6 décembre 1991     | 4308-079        |
| 65   | 37 | 65   | Scénario : Michael Maurer |                                     |                            |                     |                 |
| 65   | 37 | 65   | Confondu avec Sinister Mask, Myster Mask est accusé d'avoir volé l'amulette d'une tribu et son chef le maudit. Devenu malchanceux, Myster Mask a du mal à poursuivre Sinister sans qu'une catastrophe lui tombe dessus et il est également compliqué pour lui de faire bonne image face à son fan club. |                                     |                            |                     |                 |
|      | |      | |                                     |                            |                     |                 |

### Saison 2 (1991)
| № VO | № VF, | № D+ | Titre français, | Titre original             | Réalisation                | Diffusion originale | Code de production |
| ---- | --- | ---- | --- | -------------------------- | -------------------------- | ------------------- | ------------------ |
| 1    | | 70   | L’Affaire Taupinambour | That Sinking Feeling       | Tad Stones et Alan Zaslove | 7 septembre 1991    | 4308-007           |
| 1    | Scénario : Tad Stones | 70   | |                            |                            |                     |                    |
| 1    | Pendant une soirée à première vue calme, Flagada observe différents bâtiments disparaître. Il s'agit en réalité de Taupinambour qui les vole pour les amener sous terre. Il a pour but de contrôler la surface en utilisant un faisceau pour enfermer la lune dans une éclipse éternelle et plonger Bourg-Les-Canards dans l'obscurité | 70   | |                            |                            |                     |                    |
|      | |      | |                            |                            |                     |                    |
| 2    | 67 | 72   | L’Affaire du studio des horreurs | Film Flam                  | Tad Stones et Alan Zaslove | 14 septembre 1991   | 4308-034           |
| 2    | 67 | 72   | Scénario : Bruce Reid Schaefer |                            |                            |                     |                    |
| 2    | 67 | 72   | Au cinéma, Poussinette voit un zombie sortir de l'écran. Il s'agit en réalité d'Alfred Hitchphoque qui utilise un appareil photo spécial pour extraire les personnages des films directement dans le monde réel et les emmène en ville pour exécuter ses ordres. |                            |                            |                     |                    |
|      | |      | |                            |                            |                     |                    |
| 3    | 68 | 66   | L’Affaire du double Myster | Negaduck                   | Tad Stones et Alan Zaslove | 21 septembre 1991   | 4308-025           |
| 3    | 68 | 66   | Scénario : Steve Roberts |                            |                            |                     |                    |
| 3    | 68 | 66   | En se battant contre Megavolt, Myster Mask va être victime du rayon de sa machine qui permet de séparer son côté gentil de son côté méchant. Résultat, Myster Mask se trouve séparer en deux personnages. Poussinette et Flagada vont essayer de trouver Megavolt pour réutiliser la machine en sens inverse mais le méchant Myster Mask compte bien les arrêter. |                            |                            |                     |                    |
|      | |      | |                            |                            |                     |                    |
| 4    | 69 | 67   | L’Affaire du gang des affreux | Fungus Amongus             | Tad Stones et Alan Zaslove | 28 septembre 1991   | 4308-010           |
| 4    | 69 | 67   | Scénario : Dev Ross |                            |                            |                     |                    |
| 4    | 69 | 67   | En enquêtant sur des vols de garniture de pizza, Myster Mask va être amené à un manoir hanté où il tombe amoureux de sa propriétaire, une belle et effrayante sorcière appelée Morgana MacCawber. Il ne se doute pas qu'elle est en réalité derrière toute cette affaire. |                            |                            |                     |                    |
|      | |      | |                            |                            |                     |                    |
| 5    | 70 | 75   | L’Affaire du bal masqué | Slaves to Fashion          | Tad Stones et Alan Zaslove | 5 octobre 1991      | 4308-037           |
| 5    | 70 | 75   | Scénario : Gary Sperling |                            |                            |                     |                    |
| 5    | 70 | 75   | Sous les conseils de Bisou Bourbifoot, Albert décide de rendre Poussinette plus féminine pour le bal de l'école. Pendant ce temps, Alfred Hitphoque a développé un spray qui incite les gens à se comporter selon les habits qu'ils portent et décide de cibler les citoyens riches qui assistent au bal costumé de l'école pour voler leurs bijoux. |                            |                            |                     |                    |
|      | |      | |                            |                            |                     |                    |
| 6    | 71 | 69   | L’Affaire de l’eau de là | Something Fishy            | Tad Stones et Alan Zaslove | 12 octobre 1991     | 4308-028           |
| 6    | 71 | 69   | Scénario : Stephen Sustarsic |                            |                            |                     |                    |
| 6    | 71 | 69   | À la plage, Poussinette est sidérée par le manque de réaction de son père vis-à-vis de la pollution alors qu'arrive une attaque de différentes créatures des mers. Elles sont sous les ordres de Arrive Neptunia, qui en a marre de cette pollution déversée dans la mer et projette de se venger en inondant Bourg-Les-Canards. |                            |                            |                     |                    |
|      | |      | |                            |                            |                     |                    |
| 7    | 72 | 71   | L’Affaire de la divine aigrette | Tiff of the Titans         | Tad Stones et Alan Zaslove | 19 octobre 1991     | 4308-032           |
| 7    | 72 | 71   | Scénario : Len Uhley |                            |                            |                     |                    |
| 7    | 72 | 71   | Fenton Crackshell, alias Robotik, quitte Canardville pour se rendre à Bourg-Les-Canards afin de poursuivre Bec D'Acier. Ce dernier vient voir son ancien collègue Flagada pour trouver un hébergement et va donc se retrouver chez Albert Colvert pour une cohabitation compliquée. Bec D'Acier va faire croire à Robotik que Myster Mask est un criminel pour qu'ils s'affrontent et qu'il puisse continuer son plan en toute tranquillité, voler l'aigrette, une arme expérimentale.                            |                            |                            |                     |                    |
|      | |      | |                            |                            |                     |                    |
| 8    | 73 | 73   | L’Affaire Camille Caméléon | Calm a Chameleon           | Tad Stones et Alan Zaslove | 26 octobre 1991     | 4308-030           |
| 8    | 73 | 73   | Scénario : Dean Stefan |                            |                            |                     |                    |
| 8    | 73 | 73   | Alors que Myster Mask enquête sur un vol de billets de Banque, il tombe sur Camille Camléon, une métamophe. Cette dernière à l'intention de prendre le contrôle d'une imprimerie pour fabriquer de la fausse monnaie. Pendant ce temps, Cuicui en a marre qu'on l'embête à l'école et Poussinette demande à son père des conseils pour qu'il puisse mieux s'affirmer. |                            |                            |                     |                    |
|      | |      | |                            |                            |                     |                    |
| 9    | 74 | 68   | L’Affaire du front spatial | Battle of the Brainteasers | Tad Stones et Alan Zaslove | 2 novembre 1991     | 4308-009           |
| 9    | 74 | 68   | Scénario : Kevin Campbell et Brian Swenlin |                            |                            |                     |                    |
| 9    | 74 | 68   | Des extraterrestres avec des apparences de chapeaux arrivent sur Terre dans le but de la conquérir. En prenant dans un premier temps le contrôle de moutons et de vaches, ils ont l'intention de contrôler par la suite des humains pour pouvoir accéder à une multitude d'armes nucléaires pour asservir la planète. Cuicui, qui a vu leur vaisseau s'écraser, décide d'y jeter un œil, accompagné de Poussinette et Flagada.                                                                                    |                            |                            |                     |                    |
|      | |      | |                            |                            |                     |                    |
| 10   | 77 | 76   | L’Affaire des raz de magnets | Bad Tidings                | Tad Stones et Alan Zaslove | 9 novembre 1991     | 4308-038           |
| 10   | 77 | 76   | Scénario : Gary Klein et Dean Stefan |                            |                            |                     |                    |
| 10   | 77 | 76   | Le C.H.U.T. demande à Myster Mask d'enquêter sur une épidémie de raz de marée provoquée par le F.O.W.L. Il doit aller sur une île avec une navette élaborée par l'organisation et pour cela il doit travailler avec l'agent Gryzlikoff, le seul capable à piloter le véhicule. Mais pendant la mission, ils prennent plus de temps à se chamailler que avancer dans l'enquête et le membre du F.O.W.L, Bec d'Acier compte bien en profiter.                                                                       |                            |                            |                     |                    |
|      | |      | |                            |                            |                     |                    |
| 11   | 75 | 77   | L'Affaire du vieux mystère | Going Nowhere Fast         | Tad Stones et Alan Zaslove | 16 novembre 1991    | 4308-057           |
| 11   | 75 | 77   | Scénario : Gary Sperling |                            |                            |                     |                    |
| 11   | 75 | 77   | En se battant contre Sinister Mask, Myster Mask est frappé par l'accélérateur de particules de ce dernier, lui donnant sans le savoir une super vitesse. En se rendant compte d'avoir obtenu ce super pouvoir, il est dans un premier temps satisfait et compte bien l'utiliser pour arrêter Sinister. Malheureusement, il se rend compte rapidement que l'effet secondaire majeur est un vieillissement accéléré. Avec Myster Mask, vieux et décrépit, Sinister peut facilement prendre le contrôle de la ville. |                            |                            |                     |                    |
|      | |      | |                            |                            |                     |                    |
| 12   | 76 | 78   | L’Affaire du musée | A Brush with Oblivion      | Tad Stones et Alan Zaslove | 23 novembre 1991    | 4308-022           |
| 12   | 76 | 78   | Scénario : Mirith Schilder |                            |                            |                     |                    |
| 12   | 76 | 78   | Alors que les familles Colvert et Bourbifoot sont dans un musée où sont exposés les dessins de leurs enfants, Cuicui remarque qu'une personne vole des objets et se déplace à travers les tableaux grâce à un pinceau spécial. Quand il en parle à son entourgae, personne ne le croit à part Poussinette. Ensemble, ils vont retourner la nuit, dans le musée pour élucider ce mystère et vont tomber sur la voleuse qui se nomme Calamity Fresque.                                                              |                            |                            |                     |                    |
|      | |      | |                            |                            |                     |                    |
| 13   | 78 | 74   | L’Affaire de Tupercouacs | The Merchant of Menace     | Tad Stones et Alan Zaslove | 30 novembre 1991    | 4308-035           |
| 13   | 78 | 74   | Scénario : Peter Hastings |                            |                            |                     |                    |
| 13   | 78 | 74   | Le C.H.U.T demande à Myster Mask d'enquêter sur un vol de bijoux et sur le principal suspect, Craignos Bourbifoot qui agirait sous la couverture de vendeur de Tupercouacs. Ne croyant pas à sa culpabilité, Myster refuse l'enquête et c'est l'agent Gryzlikoff qui est désigné pour la mission. Craignant pour son voisin, Myster décide de travailler avec Craignos pour vendre les Tupercouacs pour pouvoir le protéger et démasquer le véritable coupable.                                                   |                            |                            |                     |                    |
|      | |      | |                            |                            |                     |                    |

### Saison 3 (1992)
| № VO | № VF, | № D+ | Titre français, | Titre original                                      | Réalisation                | Diffusion originale | Code de production |
| ---- | ----- | ---- | --- | --------------------------------------------------- | -------------------------- | ------------------- | ------------------ |
| 1    | 81    | 4    | L’Affaire des grigris de famille | Monsters R Us                                       | Tad Stones et Alan Zaslove | 12 septembre 1992   | 4308-085           |
| 1    | 81    | 4    | Scénario : Michael Maurer |                                                     |                            |                     |                    |
| 1    | 81    | 4    | Morgana présente son amoureux Myster Mask et ses proches Poussinette et Flagada à sa famille qui est contrariée d'apprendre qu'elle sort avec une personne "normale". Son père va transformer ses invités en montres qui en s'enfuyant en direction du village vont rompre une règle entre la famille de Morgana et les villageois provoquant un conflit entre eux. |                                                     |                            |                     |                    |
|      |       |      | |                                                     |                            |                     |                    |
| 2    | 80    | 5    | L’Affaire de la dynastie Colvert | Inherit the Wimp                                    | Tad Stones et Alan Zaslove | 19 septembre 1992   | 4308-084ti         |
| 2    | 80    | 5    | Scénario : Gordon Bressack |                                                     |                            |                     |                    |
| 2    | 80    | 5    | En l'aidant dans ses devoirs, Albert montre à Poussinette les célèbres membres de la famille Colvert qui ont marqué l'histoire. La jeune fille se faufile dans le temps avec la toupie de Pokernaze qui permet de voyager dans le temps et les ramène au présent. Mais ces derniers ne semblent pas être aussi valeureux que Albert le pensait. Mais quand Megavolt vole l'énergie nerveuse de Myster Mask et Flagada, ils ont une chance de prouver qu'ils ont l'âme de héros. |                                                     |                            |                     |                    |
|      |       |      | |                                                     |                            |                     |                    |
| 3    | 79    | 3    | Le retour de la revanche des chapeaux | The Revenge of the Return of the Brainteasers, Too! | Tad Stones et Alan Zaslove | 26 septembre 1992   | 4308-083           |
| 3    | 79    | 3    | Scénario : Charles M. Howell IV |                                                     |                            |                     |                    |
| 3    | 79    | 3    | Après avoir déjoué les plans des chapeaux extraterrestres, Cuicui est devenu un héros galactique. Une complice libère les chapeaux de leur prison et ils décident de revenir sur Terre pour se venger de Cuicui et tenter de nouveau leur plan pour régner sur l'univers. |                                                     |                            |                     |                    |
|      |       |      | |                                                     |                            |                     |                    |
| 4    | 82    | 2    | L’Affaire Hélène et les canetons | Star Crossed Circuits                               | Tad Stones et Alan Zaslove | 3 octobre 1992      | 4308-086           |
| 4    | 82    | 2    | Scénario : Bill Motz et Robert Roth |                                                     |                            |                     |                    |
| 4    | 82    | 2    | Myster Mask installe un superordinateur D-2000 dans sa maison pour ne plus avoir de corvées à faire et pouvoir se relax. Mais ce n'est pas du goût de Flagada qui n'a plus de tâches à effectuer et a l'impression d'être remplacé par la machine. Poussinette en a marre également de ne pas pouvoir échapper à la vigilance de l'ordinateur pour faire des bêtises et décide avec Cuicui de le reprogrammer pour le rendre moins performant. Pour cela, ils vont regarder la série préférée de Flagada, Hélène et les canetons à la machine pour la distraire mais quand Cuicui essaie de faire des modifications, Myster Mask essai de l'en empêcher, ce qui va provoquer un dysfonctionnement. Résultat, la machine va intégrer les données de la sitcom dans son logiciel et va tomber amoureuse du justicier, ce qui va rendre la vie impossible à ce dernier. |                                                     |                            |                     |                    |
|      |       |      | |                                                     |                            |                     |                    |
| 5    | 83    | 1    | L’Affaire Toros Bulba II | Steerminator                                        | Tad Stones et Alan Zaslove | 10 octobre 1992     | 4308-089           |
| 5    | 83    | 1    | Scénario : Dev Ross et Tad Stones |                                                     |                            |                     |                    |
| 5    | 83    | 1    | Le F.O.W.L. ressuscite Tauros Bulba en utilisant de la cybernétique et le rend plus fort en lui intégrant des armes dans l'espoir d'en faire un nouvel agent. Tauros refuse leur offre voulant travailler que pour lui même et veut dans un premier temps se venger uniquement Myster Mask. Ce dernier, ayant vu la résurrection, a peur pour la sécurité de Poussinette et veut à tout prix l'empêcher de sortir de chez lui pendant qu'il s'occupe de Tauros. Pour couronner le tout, le justicier est handicapé à la suite d'un accident et doit se déplacer en fauteuil roulant, ce qui aggrave la situation. |                                                     |                            |                     |                    |
|      |       |      | |                                                     |                            |                     |                    |
| 6    | 85    | 10   | L’Affaire du dédoublement de Poussinette | The Frequency Fiends                                | Tad Stones et Alan Zaslove | 17 octobre 1992     | 4308-091           |
| 6    | 85    | 10   | Scénario : Bill Motz et Robert Roth |                                                     |                            |                     |                    |
| 6    | 85    | 10   | Myster Mask reçoit une nouvelle arme et pendant la phase de test, Poussinette se trouve accidentellement frappée par cette arme. Bien qu'elle aille bien, trois nouveaux êtres sont créés avec chacun l'apparence de la jeune cane, mais possédant des pouvoirs basés sur différentes fréquences : Thermique (Rouge), Lumineuse (Jaune) et Radio (Vert). Elles possèdent les pires traits de la personnalité de Poussinette et en voulant jouer en ville, elles y mettent la pagaille. Megavolt, lui même se trouve victime de leurs farces et va s'allier provisoirement avec Myster Mask pour pouvoir les arrêter. |                                                     |                            |                     |                    |
|      |       |      | |                                                     |                            |                     |                    |
| 7    | 84    | 8    | L’Affaire Calamity Fresque | Paint Misbehavin                                    | Tad Stones et Alan Zaslove | 24 octobre 1992     | 4308-090           |
| 7    | 84    | 8    | Scénario : Matt Uitz |                                                     |                            |                     |                    |
| 7    | 84    | 8    | Myster Mask est invité d'honneur dans une convention de comics mais il a la fâcheuse surprise de découvirr que l'alter ego de Poussinette, Robin des Couacs, est également invité. De son côté, Calamity Fresque terrorise la ville en voulant "améliorer" l'art décadent de la ville pour le remplacer par ses créations "audacieuses" et "novatrices" (et voler de l'argent en passant) et va donc également s'attaquer à la convention de comics. |                                                     |                            |                     |                    |
|      |       |      | |                                                     |                            |                     |                    |
| 8    | 86    | -    | L’Affaire Tata Isamoche & Cie | Hot Spells                                          | Tad Stones et Alan Zaslove | 31 octobre 1992     | 4308-092           |
| 8    | 86    | -    | Scénario : John Behnke, Rob Humphrey et Jim Peterson |                                                     |                            |                     |                    |
| 8    | 86    | -    | Myster Mask et Poussinette accompagnent Morgana dans son ancienne école de magie, où elle doit présenter sa thèse. Poussinette essaie de trouver un moyen pour apprendre la magie rapidement. |                                                     |                            |                     |                    |
|      |       |      | |                                                     |                            |                     |                    |
| 9    | 89    | 11   | L’Affaire Myster Mask : la BD | Fraudcast News                                      | Tad Stones et Alan Zaslove | 7 novembre 1992     | 4308-095           |
| 9    | 89    | 11   | Scénario : Bill Motz et Robert Roth |                                                     |                            |                     |                    |
| 9    | 89    | 11   | Une journaliste du nom de Bianca Bec de Gaz, idole de Poussinette veut faire une série documentaire sur Myster Mask mais elle découvre rapidement que la vie de ce dernier est ennuyeuse et qu'il croise peu de criminels. Pour rendre sa série plus attrayante, elle décide de tenir le rôle d'une méchante du nom de "la reine des mille et une pattes" en commettant des vols. Mais elle prend de plus en plus goût au jeu pour finir par devenir une véritable criminelle. |                                                     |                            |                     |                    |
|      |       |      | |                                                     |                            |                     |                    |
| 10   | 88    | 6    | L’Affaire Albert Blanc de Soupière | Clash Reunion                                       | Tad Stones et Alan Zaslove | 14 novembre 1992    | 4308-094           |
| 10   | 88    | 6    | Scénario : Bill Motz et Robert Roth |                                                     |                            |                     |                    |
| 10   | 88    | 6    | Albert reçoit une lettre d'invitation pour assister à une réunion des anciens élèves de son lycée. Pris de nostalgie, il montre son album avec les photos de ses anciens camarades à Poussinette. Cette dernière découvre que l'un des anciens camarades de Albert, Edmond Raz des Pâquerettes est en réalité Megavolt. Albert se souvient effectivement que Edmond a disparu lors de la remise des diplômes où il avait rencontré Megavolt pour la première fois et pense que ce dernier va revenir à la réunion. |                                                     |                            |                     |                    |
|      |       |      | |                                                     |                            |                     |                    |
| 11   | 87    | 7    | L’Affaire Claquos de Chavignol | Mutantcy on the Bouncy                              | Tad Stones et Alan Zaslove | 21 novembre 1992    | 4308-093           |
| 11   | 87    | 7    | Scénario : Michael Maurer |                                                     |                            |                     |                    |
| 11   | 87    | 7    | Poussinette joue le rôle de journaliste et commente un combat avec Myster Mask et Poule Élastique contre Mâchoir de Béton. Pour comprendre comment cette situation est arrivée, Poussinette raconte son investigation qui l'a amené jusqu'à une guerre de mutants. |                                                     |                            |                     |                    |
|      |       |      | |                                                     |                            |                     |                    |
| 12   | 91    | 13   | L’Affaire du grand restaurant | Malice's Restaurant                                 | Tad Stones et Alan Zaslove | 5 décembre 1992     | 4308-097           |
| 12   | 91    | 13   | Scénario : Matt Uitz |                                                     |                            |                     |                    |
| 12   | 91    | 13   | Morgana ouvre un nouveau restaurant, mais Myster Mask ayant peur que les clients trouvent la maison trop lugubre et la nourriture repoussante décide d'inviter trois petits lapins à l'inauguration pour rendre l'édifice plus mignon. Mais en l'apprenant, Morgana va mal le prendre et malgré sa promesse de décommander les lapins, le justicier va oublier de le faire. Sinister Mask a l'intention d'y aller également pour s'attaquer aux choses mignonnes dont les lapins. |                                                     |                            |                     |                    |
|      |       |      | |                                                     |                            |                     |                    |
| 13   | 90    | 12   | L’Affaire du Jurassic Park | Extinct Possibility                                 | Tad Stones et Alan Zaslove | 12 décembre 1992    | 4308-096           |
| 13   | 90    | 12   | Scénario : Tad Stones et Dev Ross |                                                     |                            |                     |                    |
| 13   | 90    | 12   | Myster Mask est invité à enquêter sur une mystérieuse découverte du musée. En effet, les chercheurs ont trouvé une copie de Myster lui-même enfermé dans de l'ambre. Afin de résoudre le mystère de ce spécimen paléontologique inhabituel, le justicier accompagné de Flagada et Poussinette, va utiliser la toupie de Pokernaze afin de voyager dans le passé préhistorique pour découvrir l'origine du fossile. |                                                     |                            |                     |                    |
|      |       |      | |                                                     |                            |                     |                    |